# باول وايس
باول وايس (بالإنجليزية: Paul Weiss)‏ هو فيلسوف أمريكي، ولد في 19 مايو 1901 في نيويورك في الولايات المتحدة، وتوفي في 5 يوليو 2002 في واشنطن العاصمة في الولايات المتحدة.